# 薄體鬃尾單棘魨
薄體鬃尾單棘魨為輻鰭魚綱魨形目鱗魨亞目單棘魨科的其中一種，為熱帶海水魚，分布於西太平洋區，包括日本、菲律賓、印尼、澳洲、巴布亞紐幾內亞、新喀里多尼亞等海域，棲息深度2-12公尺，體長可達7公分，棲息在珊瑚礁區，生活習性不明。